# Vereinigung europäischer Ernährungsgesellschaften
Die Vereinigung europäischer Ernährungsgesellschaften (FENS), auch Verband Europäischer Ernährungsgesellschaften oder Verband europäischer Gesellschaften für Ernährung  (engl. Federation of European Nutrition Societies), ist ein gemeinnütziger Verein, der im Jahr 1979 als Dachorganisation der nationalen Ernährungsgesellschaften in Europa gegründet wurde und in welchem jedes Mitgliedsland durch eine repräsentative Ernährungsgesellschaft vertreten ist.
Ziel der FENS ist die Kombination der Anstrengungen zur Förderung von Forschung und Ausbildung in Ernährungswissenschaften und die Aufklärung über die Bedeutung der Ernährung für die öffentliche Gesundheit in Europa. Die FENS fördert und verbreitet mittels Koordinierung der europäischen Ernährungsgesellschaften Wissen und Bildung im Bereich der Ernährung sowie den wissenschaftlichen Austausch in Europa.
Alle 4 Jahre führt die FENS ihre wichtigste Veranstaltung, die Europäische Ernährungskonferenz, durch, die von einer durch die FENS-Generalversammlung gewählte Mitgliedsgesellschaft organisiert wird. Alle FENS-Mitgliedsgesellschaften und -verbände können an dem Ausschreibungsverfahren für die Organisation der nachfolgenden FENS European Nutrition Conference teilnehmen.
Die Vereinigung europäischer Ernährungsgesellschaften (FENS) ist Mitglied der Internationalen Union für Ernährungswissenschaften (IUNS) und das offizielle FENS-Journal ist das Annals of Nutrition and Metabolism. Der Impact Factor (IF) des Journals war 2014/2015: 2.618.

## FENS-Mitgliedsgesellschaften (Stand 2021)
| Land                            | Name der Ernährungsgesellschaft                                               |
| ------------------------------- | ----------------------------------------------------------------------------- |
| Österreich                      | Austrian Nutrition Society / Österreichische Gesellschaft für Ernährung (ÖEG) |
| Belgien                         | Belgian Nutrition Society                                                     |
| Bulgarien                       | Bulgarian Scientific Society for Nutrition and Dietetics                      |
| Kroatien                        | Croatian Association of Nutritionists                                         |
| Tschechien                      | Czech Society of Nutrition                                                    |
| Dänemark                        | Selskabet for Ernæringsforskning (SfE)                                        |
| Niederlande                     | Dutch Academy of Nutritional Sciences                                         |
| Finnland                        | Finnish Society for Nutrition Research                                        |
| Frankreich                      | French Society for Nutrition / Société Française de Nutrition (SfN)           |
| Georgien                        | Georgian Nutrition Society                                                    |
| Deutschland                     | German Nutrition Society / Deutsche Gesellschaft für Ernährung (DGE e.V.)     |
| Griechenland                    | Greek Society of Nutrition and Foods                                          |
| Ungarn                          | Hunganrian Nutrition Society / Magyar Táplálkozástudományi Társaság (MTT)     |
| Island                          | Unit for Nutrition Research                                                   |
| Italien                         | Italian Society of Human Nutrition (SINU)                                     |
| Nordmazedonien                  | Macedonian Society for Nutrition and Health                                   |
| Montenegro                      | Montenegrin Food and Nutrition Society                                        |
| Norwegen                        | Norwegian Society for Nutrition / Norsk Selskap for Ernæring (NSE)            |
| Polen                           | Polish Society of Nutritional Sciences                                        |
| Portugal                        | Sociedade Portuguesa de Ciências da Nutrição e Alimentação                    |
| Rumänien                        | Romanian Nutrition Society / Societatea de Nutritie din Romania               |
| Serbien                         | Serbian Nutrition Society                                                     |
| Spanien                         | Spanish Nutrition Society / Sociedad Española de Nutrición (SEÑ)              |
| Schweden                        | Swedish Society for Clinical Nutrition (SFKN)                                 |
| Schweiz                         | Swiss Society for Nutrition / Schweizerische Gesellschaft für Ernährung (SGE) |
| Vereinigtes Königreich & Irland | The Nutrition Society                                                         |

## Europäische Ernährungskongresse
| Kongress                                           | Jahr                 | Stadt       | Land                   |
| -------------------------------------------------- | -------------------- | ----------- | ---------------------- |
| 01st European Nutrition Conference (vor FENS)      | 1973                 | Cambridge   | Vereinigtes Königreich |
| 02nd European Nutrition Conference (vor FENS)      | 1976                 | München     | Deutschland            |
| 03rd European Nutrition Conference (FENS Gründung) | 1979                 | Uppsala     | Schweden               |
| 04th European Nutrition Conference FENS            | 1983                 | Amsterdam   | Niederlande            |
| 05th European Nutrition Conference FENS            | 1987                 | Warschau    | Polen                  |
| 06th European Nutrition Conference FENS            | 1991                 | Athen       | Griechenland           |
| 07th European Nutrition Conference FENS            | 1995                 | Wien        | Österreich             |
| 08th European Nutrition Conference FENS            | 1999                 | Lillehammer | Norwegen               |
| 09th European Nutrition Conference FENS            | 2003                 | Rom         | Italien                |
| 10th European Nutrition Conference FENS            | 2007                 | Paris       | Frankreich             |
| 11th European Nutrition Conference FENS            | 2011                 | Madrid      | Spanien                |
| 12th European Nutrition Conference FENS            | 20.–23. Oktober 2015 | Berlin      | Deutschland            |
| 13th European Nutrition Conference FENS            | 15.–18. Oktober 2019 | Dublin      | Irland                 |